# Antonello Venditti
Antonello Venditti (ur. 8 marca 1949 w Rzymie) – włoski piosenkarz. Popularność zyskał w latach siedemdziesiątych XX wieku dzięki tematom swoich piosenek, zwracających uwagę na m.in. aktualne problemy społeczne.

## Dyskografia
- Bomba o non Bomba
- Theorius Campus (1972)
- L’orso bruno (1973)
- Le cose della vita (1973)
- Quando verrà Natale (1974)
- Lilly (1975)
- Ullalà (1976)
- Sotto il segno dei pesci (1978)
- Buona domenica (1979)
- Sotto la pioggia (1982)
- Circo Massimo (1983)
- Cuore (1984)
- Centocittà (1985)
- Venditti e Segreti (1986)
- In questo mondo di ladri (1988)
- Gli anni ’80 (1990)
- Diario (1991)
- Benvenuti in Paradiso (1991)
- Gli anni ’70 (1992)
- Da Sansiro a Samarcanda – L’amore insegna agli uomini] (1992, live)
- Prendilo tu questo frutto amaro (1995)
- Antonello nel Paese delle Meraviglie (1997)
- Goodbye Novecento (1999)
- Se l’amore è amore... (2000)
- Circo Massimo 2001 (2001)
- Il coraggio e l’amore (2002)
- Che fantastica storia è la vita (2003)
- Campus Live (2005)
- Diamanti (2006)
- Dalla pelle al cuore (2007)
- Le donne (2009)